# Mercado de Maravillas
El Mercado de Maravillas (de nombre completo Mercado Municipal de Maravillas) es un mercado de abastos madrileño ubicado en la calle de Bravo Murillo (n.º 122). En 1942 se inaugura el mercado diseñado por el arquitecto Pedro Muguruza Otaño ya en 1933, pretendía ser en la década de los cincuenta uno de los más grandes de la ciudad. Se edificó en el solar que dejó el Colegio de Nuestra Señora de las Maravillas tras el incendio que sufrió en 1931 en el barrio de Cuatro Caminos. El mercado finalizado en el periodo de posguerra posee una superficie de 8700 metros cuadrados y sus más de 250 puestos. De estilo racionalista. A comienzos del siglo XXI es uno de los mercados más grandes de Tetuán.

## Historia
A finales del siglo XIX la zona del actual Bravo Murillo era un barrio del ensanche industrial. En la zona había una fábrica de papeles satinados denominada Las Maravillas. El solar de la fábrica fue adquirido por la congregación religiosa de los Hermanos de las Escuelas Cristianas, dedicados a la educación. La escuela comienza su actividad en 1892 y hereda la denominación de la fábrica: Colegio de Nuestra Señora de las Maravillas. El colegio es incendiado por izquierdistas radicales y robadas sus colecciones incendio el 11 de mayo de 1931 durante el periodo inicial de la Segunda República, sin que hubiese estado de guerra. En el año 1933 el alcalde de Madrid Pedro Rico López encarga directamente al arquitecto madrileño Pedro Muguruza (autor del Palacio de la Prensa) la ejecución del proyecto de construcción de un mercado municipal en el solar cercano a la Glorieta de Cuatro Caminos, de esta forma se finaliza el mercado al aire libre que se venía celebrando durante estos años. El primer metro madrileño traslada personas desde el centro de la ciudad hasta la zona. El proyecto sufre varios retrasos debido a la situación sociopolítica del país. Finalmente se ve interrumpido el proyecto por la guerra en la defensa de Madrid. 
Durante el periodo de posguerra el solar a medio construir se emplea como establecimiento de mercado negro de contrabando. El alcalde Alberto Alcocer inicia la construcción en dos fases. La primera finaliza en el año 1941 y permite poner en funcionamiento parte de los servicios del mercado. La segunda fase se finaliza un año después inaugurándose oficialmente como Mercado de Maravillas. El mercado va creciendo en demanda hasta que llegan los años noventa y la sociedad madrileña cambia sus hábitos.

## Características

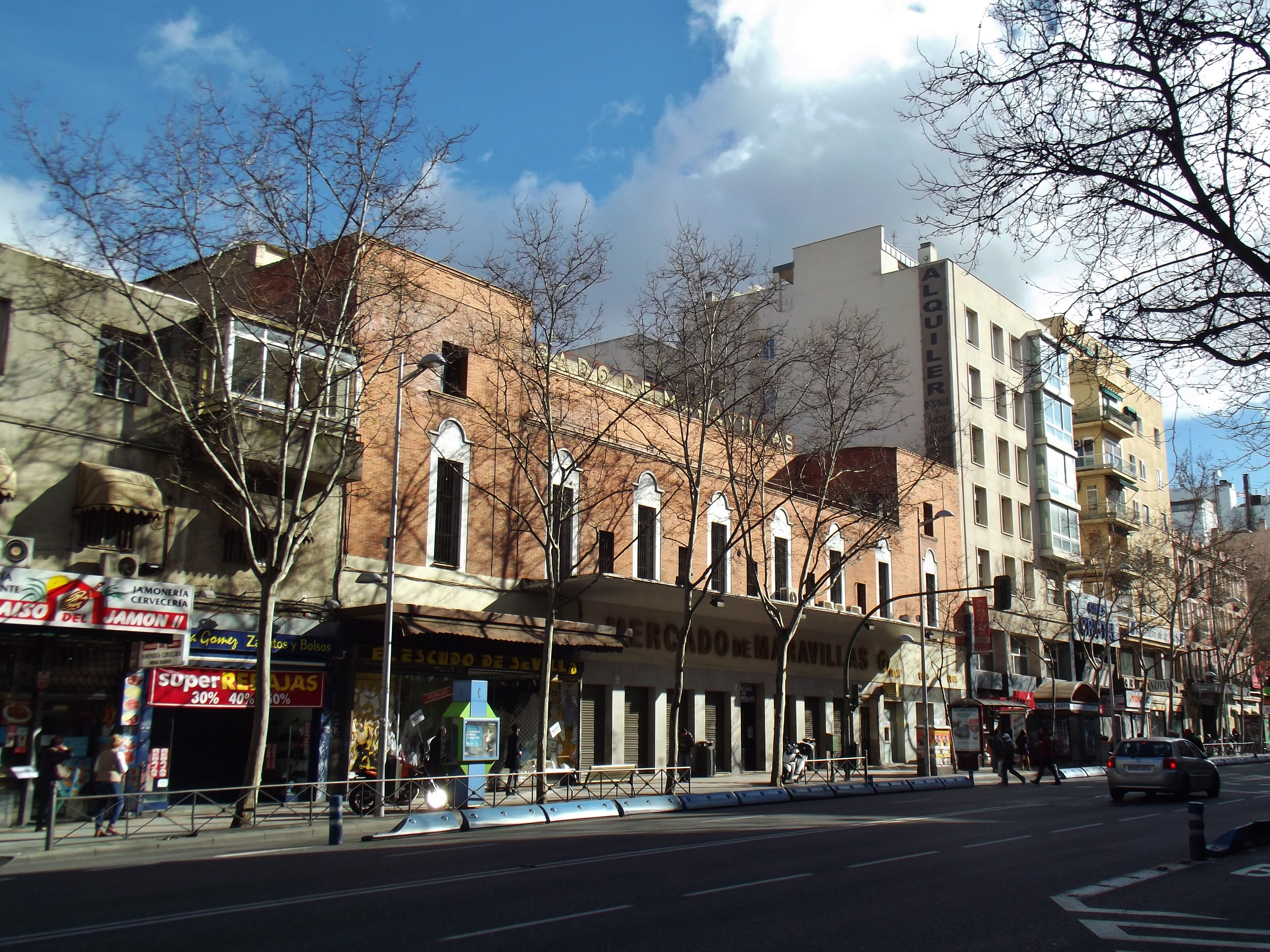
Vista del mercado y de la calle de Bravo Murillo

Se trata de un edificio construido en dos plantas. La planta baja dedicada a la recogida y servicio interior del mercado, mientras que la segunda se dedica a la zona comercial. Se trata de un edificio de estilo racionalista.
La Planta comercial se sitúa a 2 metros de cota sobre la entrada principal en la calle Bravo Murillo. Originalmente existía una gran escalera en el hall de entrada, y era de trazado palaciego, es decir un gran tramo de subida a la planta comercial y dos tramos laterales de bajada a la planta baja con el solado de terrazo “in situ” de diferentes colores con la fecha de su inauguración construida en color en el pavimento.
La fachada principal en la calle Bravo Murillo es de ladrillo visto colocado a hueso, con una importante marquesina en voladizo de hormigón armado, y la planta baja porticada con pilares chapados con granito gris cristal. 
Destaca la gran superficie construida del edificio de aproximadamente 20.000 m², de los que casi la mitad, 8.800m2, son dedicados a uso comercial y en una sola planta.
También es de mencionar la estructura del edificio. En la planta baja es de hormigón armado, con una retícula de 8x11m para los pilares. En la planta primera los pilares son de acero. 
Los forjados son losas de hormigón armado de 30 cm de espesor. Destaca la cubierta en forma de diente de sierra, con ventanales acristalados orientados al norte, de forma que la luz cenital da un ambiente único al interior de la gran nave comercial.
En el Plan General de Ordenación Urbana de Madrid, en vigor desde 1985, el edificio del Mercado de Maravillas aparece catalogado, con un nivel de protección 3, donde hay que conservar el estado actual de todas las fachadas y de todos los elementos singulares como las escalas.

## Actualidad
Hasta 1984, la mayoría de las obras se orientaron a aumentar la superficie comercial, de modo que desaparecieron dos de los tres montacargas que existían desde el acceso por la calle Palencia, también parte de las escaleras de bajada del hall principal. 
Desde 1990 la gran parte de las obras se han realizado para acondicionar el edificio en su faceta comercial, y como restauración de elementos principales. Así se han acondicionado totalmente las cubiertas, retejando e impermeabilizando con doble impermeabilización asfáltica. Ampliación del aparcamiento interior del mercado. Rehabilitación de las fachadas. Instalación de ascensores y montacargas repartidos por toda la superficie comercial y construcción de una escalera mecánica en el acceso principal por la calle Bravo Murillo. 

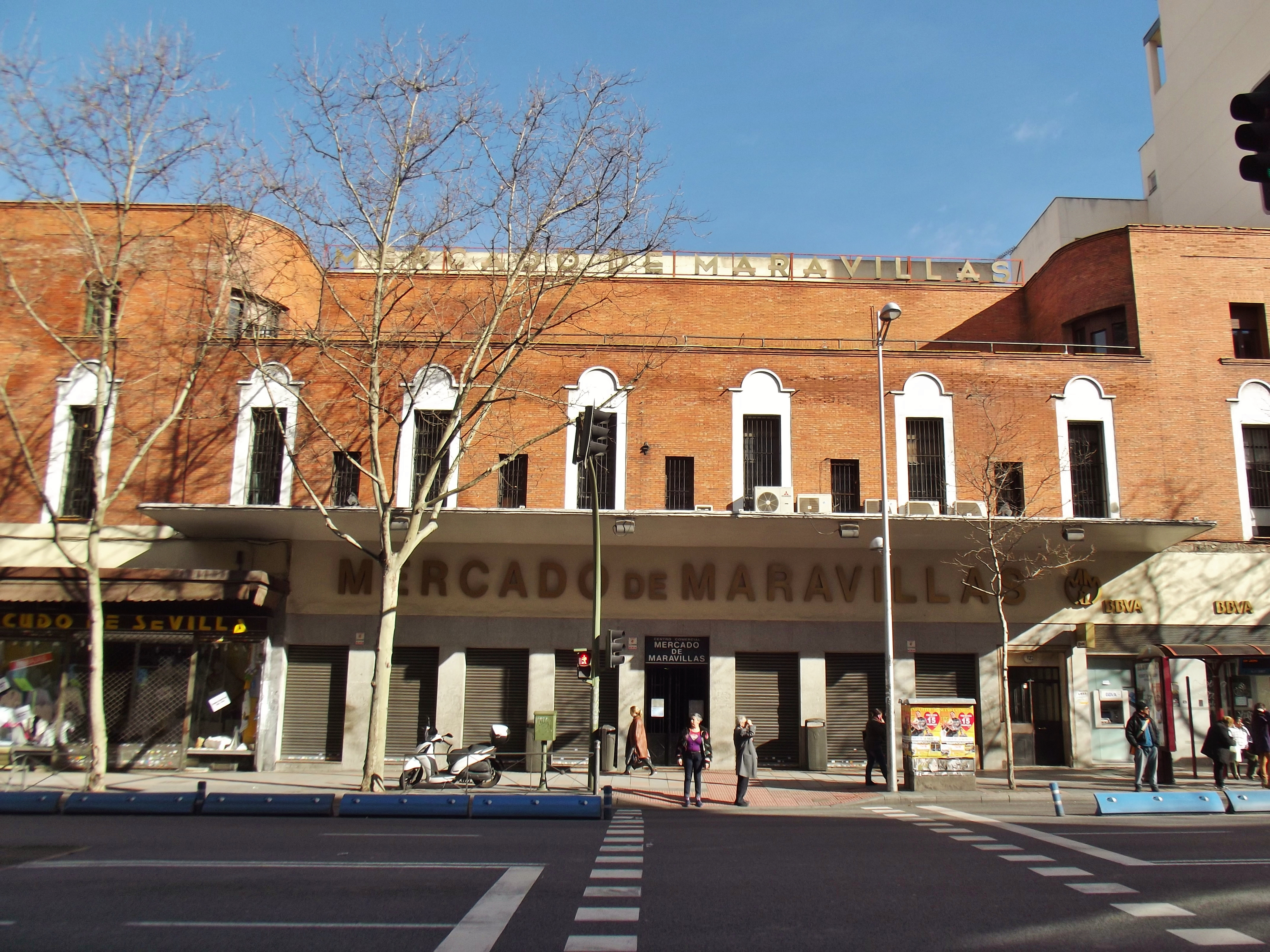
Entrada del Mercado de Maravillas.

También las instalaciones del edificio se han actualizado, de tal forma que la instalación eléctrica, la fontanería, la red de saneamiento y la de telefónica son nuevas, así como la instalación de climatización, que también es de reciente construcción, y ha dotado de calefacción y aire acondicionado a la planta comercial del mercado.
Las principales remodelaciones son de acondicionamiento de las instalaciones a las exigencias de las nuevas normativas municipales, fundamentalmente, la eliminación de barreras arquitectónicas y adaptación a las medidas de prevención de riesgos laborales, también se destaca la apuesta por el ahorro energético.
Existen proyectos que el Mercado deberá acometer en un futuro, como la ampliación del aparcamiento uniendo el aparcamiento de la plaza de Condesa de Gavia con el del interior del mercado, la actualización de la carga y descarga de mercancías, ampliación de cuartos de baño, aseos y vestuarios.
En abril de 2022, la transformación llamada «Plan Especial» está pendiente de ser aprobada en un pleno. Con el plan aprobado la edificabilidad del mercado aumentará un 20 %; con la mejora del aislamiento se impulsará la sostenibilidad del edificio. Además apuesta por unos interiores funcionales y accesibles.